# Oberbergischer Kreis
Der Oberbergische Kreis ist ein Kreis im Süden Nordrhein-Westfalens und gehört zum Regierungsbezirk Köln. Geographisch macht der Kreis etwa die Hälfte des Oberbergischen Landes aus. Das Gebiet ist reich an Wäldern, Gewässern und Naturschutzgebieten und bedingt durch seine Nähe zu den Großstädten des Rheinlandes, Ruhrgebiets und des Bergischen Städtedreiecks ein beliebtes Ausflugsziel. Historisch und soziokulturell wird der Kreis der Kulturregion Bergisches Land zugerechnet.
Der Oberbergische Kreis weist die neuntkleinste Einwohnerzahl der 31 Kreise in Nordrhein-Westfalen auf. Einwohnerstärkster Ort ist die Kreisstadt Gummersbach, die geringste Einwohnerzahl hat die Gemeinde Morsbach. Der Kreis existiert in seiner heutigen Form seit der kommunalen Gebietsreform von 1975 und wurde aus dem alten Oberbergischen Kreis sowie Teilen des Rheinisch-Bergischen Kreises und des aufgelösten Rhein-Wupper-Kreises gebildet.

## Geographie, Topographie und Natur
Der Oberbergische Kreis liegt im Osten des Naturparks Bergisches Land zwischen Rhein- und Sauerland. Er liegt 99,2 bis 518,2 Meter über dem Meeresspiegel; die Mittelgebirgslandschaft ist waldreich, geprägt von kleinteiliger Landwirtschaft und hat über 1400 Dörfer und Weiler. Der angrenzenden Metropolregion Rhein-Ruhr dient Oberberg als Naherholungsgebiet.
- Nördlichster Punkt: Windung des Brebach, 480 Meter nordöstlich von der Ortschaft Griesensiepen/Spreel
- Südlichster Punkt: Nebenbach des Holperbaches, 660 Meter westlich von Seifen (Ortsgemeinde Forst, bei Wissen/Sieg, Landkreis Altenkirchen)
- Westlichster Punkt: Sülz, 200 Meter westlich von Klefhaus und 90 Meter oberhalb der Einmündung des Dürschbach
- Östlichster Punkt: 20 Meter nordwestlich der L342, 790 Meter östlich von Hardt

Die höchste natürliche Erhebung des Kreises ist die Homert mit 518 Metern NN auf dem Gebiet der Stadt Gummersbach am östlichen Rand des Kreisgebietes, nahe der A 45; der tiefste Punkt liegt mit knapp 100 Metern NN am Stausee Ehreshoven.
Der Oberbergische Kreis hat zahlreiche Naturschutzgebiete ausgewiesen, deren größtes die Wiehltalsperre mit über 950 ha ist. Neben den Naturschutzgebieten existiert zudem eine Reihe von Naturdenkmälern und fünf Landschaftsschutzgebiete. Die sehr wasserreiche Region verfügt über 10 Talsperren, die nicht nur aus den größten Fließgewässern Agger, Wiehl und Wupper, sondern vor allem aus den unzähligen Bächen gespeist werden, die das Land durchziehen.
Die Biologische Station Oberberg hat im September 2016 das Projekt „Modellregion Landwirtschaft und Naturschutz – Bergisches Land“ gestartet.

### Nachbarkreise und -städte
Der Kreis grenzt, im Norden beginnend im Uhrzeigersinn, an die Kreise Ennepe-Ruhr-Kreis (somit auch an den Regionalverband Ruhr), Märkischer Kreis und Olpe (alle in Nordrhein-Westfalen), an den Landkreis Altenkirchen (Westerwald) (in Rheinland-Pfalz) sowie an den Rhein-Sieg-Kreis, an den Rheinisch-Bergischen Kreis sowie an die kreisfreien Städte Remscheid und Wuppertal.
| Wuppertal, Remscheid       | Ennepe-Ruhr-Kreis                                     |                              |
| Rheinisch-Bergischer Kreis | Kompassrose, die auf Nachbargemeinden zeigt           | Märkischer Kreis, Kreis Olpe |
| Rhein-Sieg-Kreis           | Landkreis Altenkirchen (Westerwald) (Rheinland-Pfalz) |                              |

## Geschichte
Oberberg ist Teil des Rheinischen Schiefergebirges und liegt im Westen seines rechtsrheinischen Anteils. Seine älteste Geschichte beginnt vor knapp 400 Millionen Jahren als tropisches Flachmeer. Mehr als 50 Millionen Jahre bedeckte es das Gebiet des späteren Oberbergischen Landes. 
Das Oberbergische gilt im Vergleich zur Rhein-Niederung nicht als „Altsiedlungsgebiet“.   Nach Deutung der Gewässernamen wurden seit der älteren Latènezeit, der späten mitteleuropäischen Eisenzeit der Nord- und Mittelbereich des Kreisgebietes von germanischen Einwanderern aus dem Norden besiedelt. Davon zeugen germanische Bachnamen in den Einzugsgebieten der Wupper/Wipper, Agger und Wiehl.  Der Hauptstrom der Siedler, welche die innerbergischen Gebiete zwischen Ruhr und Sieg nach Jahrhunderten weitgehender Siedlungsleere erschlossen, kam vom Rhein her. 
Die Existenz eines Königshofes ist für das Oberbergische schriftlich dokumentiert. Nach einer im Düsseldorfer Hauptstaatsarchiv aufbewahrten Urkunde übertrug Kaiser Friedrich I. (HRR) im Jahre 1167 die „Curtis von Eckenhagen“ mit den Silbergruben und weiterem „Zubehör“ dem Kölner Erzbischof. Seit der Kommunalreform von 1969 – die Gemeinden Denklingen und Eckenhagen wurden zusammengelegt – lebt die Erinnerung an die frühere Zugehörigkeit zum Reichs- beziehungsweise Königsgut in dem neuen Gemeindenamen Reichshof fort.

### Abgrenzung des Bergischen Landes gegenüber dem Oberbergischen Land
Das Oberbergische Land liegt im Südosten des ehemaligen, bis 1614 eigenständigen Herzogtums Berg und ehemals angrenzender Gebiete und ist heute Teil der touristischen Region Bergisches Land. Bereits 1740 trennte eine Beschreibung des Herzogtums Berg unter der Herrschaft des Hauses Pfalz-Neuburg mit seinen 17 Ämtern das „Niederbergische“ nordwärts der Wupper vom „Oberbergischen“ südlich davon.
Als das Herzogtum und die benachbarten Territorien durch Napoleon I. 1806 und durch den Wiener Kongress 1815 neu geordnet wurden, fielen auch die bis dahin selbstständigen Reichsherrschaften Gimborn-Neustadt, zu der Gummersbach gehörte, und Homburg sowie Teile der Grafschaft Mark an das Großherzogtum Berg und nach 1815 an Preußen.

### Der Oberbergische Kreis von 1932 bis 1974
Der ursprüngliche Oberbergische Kreis entstand am 1. Oktober 1932 aus der Vereinigung der Kreise Gummersbach und Waldbröl (ohne das Amt Dattenfeld), mit dem Sitz der Kreisverwaltung in Gummersbach. Der ursprünglich für den neuen Kreis vorgesehene Name Agger-Wiehl-Kreis nach den Flüssen im Kreisgebiet wurde durch Beschluss des Preußischen Staatsministeriums vom 27. September 1932 in Oberbergischer Kreis geändert. Der Name nimmt Bezug auf die ehemaligen Landesherren, die Grafen von Berg.
Der Kreis umfasste die beiden Städte Bergneustadt und Gummersbach sowie die Gemeinden Denklingen, Drabenderhöhe, Eckenhagen, Gimborn, Lieberhausen, Marienberghausen, Marienheide, Morsbach, Nümbrecht, Ründeroth, Waldbröl und Wiehl.
1957 wurde Waldbröl als dritter Gemeinde im Oberbergischen das Stadtrecht verliehen.
Vor der (ersten) Neugliederung der Gemeinden zum 1. Juli 1969 bestand der Kreis aus drei amtsfreien Städten und elf amtsfreien Gemeinden:
| Gemeindekennziffer | Name                  | Fläche in km² (Gebietsstand 31.12.1968) | Einwohnerzahl (Volkszählung vom 6.6.1961) |
| ------------------ | --------------------- | --------------------------------------- | ----------------------------------------- |
| 05 3 35 111        | Bergneustadt, Stadt   | 13,14                                   | 9.276                                     |
| 05 3 35 114        | Bielstein (Rheinland) | 27,93                                   | 9.017                                     |
| 05 3 35 115        | Denklingen            | 48,60                                   | 6.677                                     |
| 05 3 35 116        | Eckenhagen            | 67,94                                   | 7.401                                     |
| 05 3 35 117        | Gimborn               | 40,49                                   | 7.403                                     |
| 05 3 35 112        | Gummersbach, Stadt    | 41,83                                   | 32.009                                    |
| 05 3 35 118        | Lieberhausen          | 40,67                                   | 4.677                                     |
| 05 3 35 119        | Marienberghausen      | 37,37                                   | 4.291                                     |
| 05 3 35 121        | Marienheide           | 38,09                                   | 7.892                                     |
| 05 3 35 122        | Morsbach              | 55,74                                   | 7.357                                     |
| 05 3 35 123        | Nümbrecht             | 34,72                                   | 5.234                                     |
| 05 3 35 124        | Ründeroth             | 24,49                                   | 7.555                                     |
| 05 3 35 113        | Waldbröl, Stadt       | 65,96                                   | 12.981                                    |
| 05 3 35 125        | Wiehl                 | 28,46                                   | 10.148                                    |

Das Gesetz zur Neugliederung des Oberbergischen Kreises reduzierte zum 1. Juli 1969 die Zahl der Gemeinden des Kreises. Neben zahlreichen Grenzverschiebungen zwischen den bestehenden Gemeinden ergaben sich dabei folgende Änderungen im Gemeindebestand:
- Lieberhausen wurde auf Gummersbach, Bergneustadt und Reichshof aufgeteilt.
- Denklingen und Eckenhagen gingen in der neuen Gemeinde Reichshof auf.
- Marienberghausen und Nümbrecht wurden zur Gemeinde Homburg zusammengeschlossen, die anschließend wieder in Nümbrecht umbenannt wurde.
- Bielstein und Wiehl wurden zu einer neuen Gemeinde Wiehl zusammengeschlossen. 1971 erhielt Wiehl das Stadtrecht.

Zuletzt umfasste der Oberbergische Kreis damit folgende Gemeinden:
| Gemeindekennziffer | Name                | Fläche in km² (Gebietsstand 1.1.1971) | Einwohnerzahl (Volkszählung vom 27.5.1970) |
| ------------------ | ------------------- | ------------------------------------- | ------------------------------------------ |
| 05 3 35 111        | Bergneustadt, Stadt | 38,02                                 | 16.291                                     |
| 05 3 35 112        | Gimborn             | 31,93                                 | 5.095                                      |
| 05 3 35 113        | Gummersbach, Stadt  | 74,05                                 | 44.474                                     |
| 05 3 35 114        | Nümbrecht           | 72,30                                 | 10.050                                     |
| 05 3 35 115        | Marienheide         | 38,09                                 | 9.330                                      |
| 05 3 35 116        | Morsbach            | 55,75                                 | 8.619                                      |
| 05 3 35 117        | Reichshof           | 114,45                                | 15.063                                     |
| 05 3 35 118        | Ründeroth           | 24,50                                 | 9.046                                      |
| 05 3 35 119        | Waldbröl, Stadt     | 65,66                                 | 13.681                                     |
| 05 3 35 121        | Wiehl, Stadt        | 51,08                                 | 16.606                                     |

Danach gehörten die vier Städte Bergneustadt, Gummersbach, Waldbröl und Wiehl sowie die Gemeinden Gimborn, Marienheide, Morsbach, Nümbrecht, Reichshof und Ründeroth bis 1974 zum Kreis.
Der alte Oberbergische Kreis umfasste zuletzt eine Fläche von 565,77 km².

### Der Oberbergische Kreis seit 1975
Durch das Köln-Gesetz wurde am 1. Januar 1975 ein rechtlich neuer Oberbergischer Kreis in seiner heutigen Form gebildet, in dem die Gemeinden des bisherigen Oberbergischen Kreises aufgingen.
- Aus dem Rheinisch-Bergischen Kreis wechselten Engelskirchen, Lindlar (mit Hohkeppel) und Wipperfürth (mit Klüppelberg und Wipperfeld) in den Oberbergischen Kreis.
- Ründeroth wurde zum größten Teil nach Engelskirchen eingemeindet, Teile kamen zu Lindlar und Wiehl.
- Gimborn wurde zu größten Teil nach Gummersbach eingemeindet, Teile kamen zu Engelskirchen, Lindlar und Marienheide.
- Daneben gab es Grenzkorrekturen zwischen Gummersbach einerseits und Marienheide bzw. Wiehl andererseits sowie zwischen Marienheide und Kierspe.
- Aus dem aufgelösten Rhein-Wupper-Kreis kamen Hückeswagen und Radevormwald zum Oberbergischen Kreis.

Zum Oberbergischen Kreis gehören nun die Städte Bergneustadt, Gummersbach, Hückeswagen, Radevormwald, Waldbröl, Wiehl und Wipperfürth sowie die Gemeinden Engelskirchen, Lindlar, Marienheide, Morsbach, Nümbrecht und Reichshof.

### Einwohnerstatistik

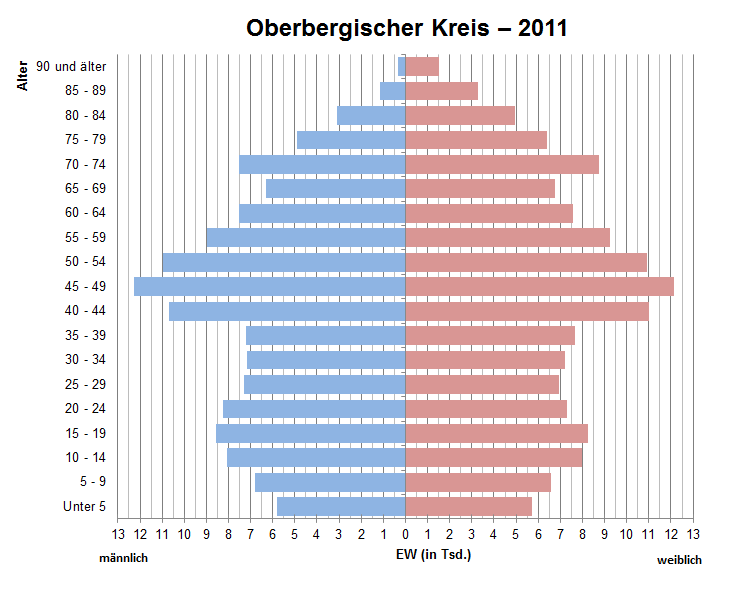
Bevölkerungspyramide für den Oberbergischen Kreis (Datenquelle: Zensus 2011)

| Jahr | Einwohner |
| ---- | --------- |
| 1933 | 079.105   |
| 1939 | 083.552   |
| 1950 | 121.369   |
| 1960 | 130.100   |
| 1970 | 148.300   |
| 1980 | 246.100   |
| 1990 | 263.276   |
| 2000 | 287.186   |
| 2010 | 280.840   |
| 2015 | 273.452   |
| 2019 | 272 320   |
| 2022 | 275.404   |

### Konfessionsstatistik
Gemäß der Volkszählung 2011 waren von den Einwohnern 37,8 % evangelisch, 30,6 % römisch-katholisch, und 31,6 % waren konfessionslos oder gehörten einer anderen Religionsgemeinschaft an. Der Anteil der evangelischen und katholischen Kirchenmitglieder an der Gesamtbevölkerung ist seitdem jährlich um 1 Prozentpunkt gesunken. Gemäß dem Zensus 2022 waren (2022) 31,2 % der Einwohner evangelisch, 26,2 % katholisch, und 42,6 % waren konfessionslos, gehörten einer anderen Glaubensgemeinschaft an oder machten keine Angabe.
Laut kirchliche Statistik waren am 31. Dezember 2022 26,5 % (72.900) der Einwohner Mitglied der katholische Kirche. Am 31. Dezember 2023 waren von den Einwohnern 70.800 katholische Kirchenmitglieder und am 31. Dezember 2024 waren es 69.000 Kirchenmitglieder.

## Politik

### Kreistag
- Linke: 2
- Grüne: 11
- SPD: 14
- UWG: 3
- FWO/DU: 1
- FDP: 4
- CDU: 25
- AfD: 4

Die Diagramme zeigen die Stimmenanteile und Sitzverteilung nach der Kommunalwahl 2020.

### Landräte
- 1932–1933: Gustav Haarmann (von 1911 bis 1932 Landrat des Kreises Gummersbach)
- 1933–1935: Gottfried Krummacher, NSDAP
- 1935–1945: Theodor Pichier, NSDAP
- 1945  0000: Anton Köchling, CDU[26]
- 1945–1951: August Dresbach, CDU
- 1951–1952: Fritz Eschmann, SPD
- 1952–1956: Wilhelm Henn, CDU
- 1956–1961: Fritz Eschmann, SPD
- 1961–1964: Reinhard Kaufmann, CDU
- 1964–1969: Heinrich Schild, CDU
- 1969–1989: Hans Wichelhaus, CDU
- 1989–1994: Hans-Leo Kausemann, CDU
- 1994–1999: Herbert Heidtmann, SPD

Seit dem 1. Oktober 1999 gibt es – wie vor 1945 – nur noch einen hauptamtlichen Landrat, der gleichzeitig damit Verwaltungschef ist.
- 1999–2004: Hans-Leo Kausemann, CDU
- 2004–2015: Hagen Jobi, CDU
- 2015–0000: Jochen Hagt, CDU

### Oberkreisdirektoren
- 1946–1979: Friedrich-Wilhelm Goldenbogen, CDU
- 1979–1987: Dieter Fuchs, CDU
- 1987–1994: Gert Ammermann, CDU
- 1995–1999: Heribert Rohr, SPD

### Wappen, Flagge, Banner und Siegel
| Wappen des Oberbergischen Kreises | Blasonierung: „Unter goldenem (gelbem) Schildhaupt, darin ein in drei Reihen in Rot und Silber (Weiß) geschachter Balken, gespalten von Rot nach Silber (Weiß). Vorne eine silberne (weiße) Burg mit einem hohen dreifenstrigen linken und einem niedrigeren zweifenstrigen rechten Zinnenturm, ein spitzgiebeliges Haus mit offen rotem Tor und schwarzem Giebelfenster flankierend. Hinten ein zweigeschwänzter blau bekrönter, blau bezungter und blau bewehrter roter Löwe.“ |
| Wappen des Oberbergischen Kreises | Wappenbegründung: Das von Wolfgang Pagenstecher aus Düsseldorf entworfene Wappen wurde am 16. Juli 1938 vom Preußischen Staatsministerium genehmigt und erneut am 10. Februar 1976 vom Regierungspräsidenten in Düsseldorf. Der Schachbalken der Grafschaft Mark versinnbildlicht deren Amt Gimborn-Neustadt, dass 1630 Reichsherrschaft der Grafen von Schwarzenberg wurde. Der Teil des ehemaligen Territoriums der Fürsten von Sayn-Wittgenstein-Berleburg wird durch die Türme des Schlosses Homburg repräsentiert. Das frühere Amt Windeck, zu dem das Waldbröler Gebiet gehörte, wird durch den Löwen des Herzogtums Berg symbolisiert. |

| Banner, Siegel und Hissflagge |  |
|                               |  |
|                               |  |

Hissflagge: „Der Kreis führt eine Flagge im Verhältnis 11:4 mit den Grundfarben rot-weiß und dem Kreiswappen etwas zur Stange hin verschoben.“
Banner: „Der Kreis führt ein Banner im Verhältnis 37:15 mit den Grundfarben rot-weiß und dem Kreiswappen etwas oberhalb der Mitte.“
Siegel: „Das Dienstsiegel enthält das Wappen und die Umschrift ‚OBERBERGISCHER KREIS‘. Das Wappen im Siegel hat im Original die Farben Weiß, Schwarz und zwar Weiß für Silber und Gold, Schwarz für Rot und Blau.“

## Wirtschaft
Im Kreisgebiet ist die Wirtschaft vornehmlich von Klein- und Mittelständischer Industrie geprägt. Es gibt viele Unternehmen im Bereich Kunststoffverarbeitung, Autozulieferindustrie, Metallverarbeitung und Dienstleistungen.
Bis ins 20. Jahrhundert wurden Bodenschätze abgebaut. Zahlreiche stillgelegte kleine Aufschlüsse und Stollen finden sich im gesamten Kreisgebiet und sind zum Teil als Naturschutzgebiete ausgewiesen, und es gibt noch einige große produzierende Steinbruchbetriebe im Grauwacke. Land- und Forstwirtschaft prägen das Bild der Landschaft und deren Nutzung.
Der Kunststoff-Cluster Oberbergischer Kreis besteht seit 2005.
Im Jahr 2014 belief sich das Bruttoinlandsprodukt auf 8,816 Mrd. Euro. (Eurostat) Im Vergleich mit dem BIP der EU, ausgedrückt in Kaufkraftstandards, erreichte der Oberbergische Kreis im Jahr 2014 einen Index von 113,0 (EU 28: 100 Deutschland: 125,0 NRW: 125,0).
Die Arbeitslosenquote stand im Mai 2020 bei 6,1 %.
Im Zukunftsatlas 2019 belegte der Kreis Platz 151 von 401 Landkreisen, Kommunalverbänden und kreisfreien Städten in Deutschland und zählt damit zu den Regionen mit „ausgeglichenem Chancen-Risiko Mix“.

### Bedeutende, international tätige Firmen
- ABUS Kransysteme GmbH, Gummersbach
- BPW Bergische Achsen KG, Wiehl
- Ferchau GmbH, Gummersbach
- KLINGELNBERG GmbH, Hückeswagen
- PFERD-Werkzeuge, Marienheide
- SABO Maschinenfabrik GmbH, Gummersbach
- SCHWALBE Ralf Bohle GmbH, Reichshof

## Bindungen und Beteiligungen
Der Oberbergische Kreis
- ist Mitglied des Deutschen Landkreistages
- ist Miteigentümer der Kreissparkasse Köln
- gehört zum Bereich des  Landschaftsverbandes Rheinland
- liegt im Regierungsbezirk Köln
- ist Mitglied der Regionale 2010 in der Region Köln/Bonn
- ist Miteigentümer des Verkehrsverbundes Rhein-Sieg
- ist Mitglied des Bergischen Abfallwirtschaftsverbandes.

## Kultur und Sehenswürdigkeiten
Überregional bekannt sind die so genannten Bunte Kerken, die Kirchen mit mittelalterlichen Wand- und Deckengemälden. Das Oberbergische Land ist auch bekannt für seine Mühlen sowie die zahlreichen Talsperren.
Weitere Sehenswürdigkeiten sind:
- Historische Altstadt Bergneustadt mit Heimatmuseum
- Bergisches Freilichtmuseum Lindlar
- Oberbergischer Dom in Gummersbach
- Kirche Hülsenbusch (evangelisch)
- Bergisches Drehorgelmuseum (Museum für mechanische Musikinstrumente) in Marienheide-Kempershöhe
- Eisenbahnmuseum Dieringhausen
- Haus Dahl
- Rheinisches Industriemuseum in Engelskirchen
- Romanische St.-Nikolaus-Kirche in Wipperfürth
- Schloss Gimborn
- Schloss Homburg
- Schloss und Historische Altstadt von Hückeswagen
- Wiehler Tropfsteinhöhle
- Wiehltalbahn
- Panarbora-Park

### Jüdische Friedhöfe
Für den Oberbergischen Kreis ist ein Jüdischer Friedhof dokumentiert, nämlich in Nümbrecht. Er ist ein geschütztes Kulturdenkmal – steinernes Zeugnis für eine ehemals existierende Jüdische Gemeinde und eines regen jüdischen Gemeindelebens bis in die 1930er Jahre.

## Regelmäßige Veranstaltungen

### Jährlich
- 1. Mai und erstes Mai-Wochenende Mittelalterlicher Markt auf Schloss Homburg in Nümbrecht
- Mai: Internationale Wiehler Jazztage
- Erstes Maiwochenende: Maikirmes in Ründeroth
- Erstes Maiwochenende: Radevormwalder Stadtfest
- 1. und 2. Pfingsten: Töpfermarkt im historischen Burghof von Reichshof-Denklingen
- Pfingsten: Schützenfest mit großer Kirmes in Bergneustadt
- Erstes Wochenende nach Pfingsten: Schützenfest auf dem Steinberg (Gummersbach)
- Juli: am ersten Wochenende Schützenfest in Marienheide
- Juli: am zweiten Wochenende Lichterfest im Kurpark von Nümbrecht
- Sommer: Profiradrennen mit bekannten Fahrern im Stadtzentrum von Radevormwald
- August bis Oktober: Wiehler Dahlienschau
- September: Traditionelle Pflaumenkirmes in Radevormwald
- 2. Wochenende im September: Altstadtfest in Hückeswagen
- Herbst: Eiermarkt in Eiershagen
- Herbst: Lichterfest in Lindlar
- Ende November: Weihnachtlicher Werkkunstmarkt in Nümbrecht, letztes Wochenende vor dem 1. Advent

### Häufiger
- Jeden zweiten Donnerstag Vieh- und Krammarkt in Waldbröl
- Von März bis Dezember findet an jedem ersten Sonntag im Monat der Bauern- und Kleintiermarkt am Affen- und Vogelpark Eckenhagen statt.

### Weitere
Darüber hinaus finden im ganzen Kreisgebiet jährliche Schützen- und Feuerwehrfeste sowie zahlreiche Trödel- und Weihnachtsmärkte statt.

## Verkehr

### Straßenverkehr
Im Kreis sind 643 Kraftfahrzeuge je 1.000 Einwohner zugelassen (Stand: 1. Januar 2009). Dies ist die dritthöchste Fahrzeugdichte in Nordrhein-Westfalen. Zum Vergleich: Deutschland insgesamt hat 603 Pkw/1.000 Einwohner.
Im südlichen Teil des Oberbergischen Kreises durchquert die Autobahn A 4 von Köln nach Olpe den Kreis von Westen nach Osten. Im Kreisgebiet liegen die Anschlussstellen in Engelskirchen, Bielstein, Gummersbach, Reichshof/Bergneustadt und Eckenhagen. Darüber hinaus tangiert die A 45, von Dortmund nach Aschaffenburg, den Kreis im Osten. Nahe der nordwestlichen Kreisgrenze verläuft außerdem die A 1 von Köln in Richtung Dortmund.
Zeitweilig war eine Bundesautobahn 451 geplant, die den gesamten Kreis von Waldbröl über Bergneustadt und Marienheide bis Radevormwald durchlaufen sollte. Das Teilstück von Denklingen bis Bergneustadt wurde als B 256 weitgehend vierstreifig fertiggestellt, eine zweistreifige Verlängerung bis Marienheide zu späterem Zeitpunkt ist immer noch vorgesehen. Die restliche Planung wurde verworfen.
Ferner sollten eine A 54 im Norden und eine A 56 im Süden den Kreis tangieren, letztere mit Anschluss an die A 451. Beide Planungen wurden verworfen.

### ÖPNV
Von dem einst umfangreichen Eisenbahnnetz im Oberbergischen Land sind heute nur noch ein Teilstück der Aggertalbahn und die Volmetalbahn in regelmäßigem Betrieb. Dort verkehrt die Oberbergische Bahn (RB 25) der DB Regio NRW. Sie verbindet Engelskirchen, Ründeroth, Dieringhausen, Gummersbach und Marienheide mit Köln in westlicher und Lüdenscheid in nordöstlicher Richtung. In Lüdenscheid-Brügge besteht direkter Anschluss nach Hagen und Dortmund. Die Züge verkehren Montag bis Freitag halbstündlich zwischen Köln und Gummersbach, am Wochenende und an Feiertagen halbstündlich zwischen Köln und Engelskirchen. Alle anderen Streckenabschnitte werden täglich mindestens stündlich befahren. Es ist mittelfristig geplant, die Regionalbahn in eine S-Bahn umzuwandeln. Hierfür soll die Strecke elektrifiziert und abschnittsweise zweigleisig ausgebaut werden. Die S-Bahn soll im 20-Minuten-Takt über Köln hinaus bis in die Eifel verkehren.
Am nördlichen Rand des Kreises liegt zudem der Bahnhof Remscheid-Lennep. Den Süden erreicht man außerdem über die kurz hinter der Kreisgrenze liegenden Bahnhöfe Schladern (Sieg), Rosbach (Sieg) sowie Wissen (Sieg).
Die kommunale Oberbergische Verkehrsgesellschaft (OVAG) betreibt das Busnetz im Landkreis. Herausragender Knotenpunkt ist der Busbahnhof Gummersbach in unmittelbarer Nachbarschaft zum Bahnhof Gummersbach.
Der Oberbergische Kreis gehört zum Tarifgebiet des Verkehrsverbund Rhein-Sieg (VRS). Somit gilt der einheitliche VRS-Tarif für Bahn und Bus.

### Radverkehr
Früher wurde das Fahrrad aufgrund der bergigen Topographie hauptsächlich zu Freizeitzwecken genutzt. Seit dem Aufkommen von E-Bikes hat das Fahrrad als Verkehrsmittel an Bedeutung gewonnen. Im Jahr 2023 wurde im Rahmen der Regionale 2025 ein Radverkehrskonzept für das Bergische Rheinland vorgestellt. Durch den Kreis verlaufen mehrere Radwege auf stillgelegten Bahntrassen. Unter anderem von Marienheide nach Remscheid und von Gummersbach nach Olpe.

### Flugverkehr
Im Oberbergischen Kreis gibt es zwei Flugplätze für die allgemeine Luftfahrt. Beide sind heute als Sonderlandeplatz zugelassen.
- Bergneustadt / Auf dem Dümpel
- Wipperfürth-Neye

Außerdem befindet sich der Flugplatz Meinerzhagen auf der Kreisgrenze bei Marienheide. Er verfügt über die nächstgelegene befestigte Start- und Landebahn.
Darüber hinaus gibt es:
- Gelände für den Segelflugsport in Lindlar und Radevormwald-Leye
- Freiballonstartplätze in Reichshof-Eckenhagen, Nümbrecht und Wiehl
- Hubschrauberlandeplätze in Hückeswagen sowie beim Kreiskrankenhaus Gummersbach und Kreiskrankenhaus Waldbröl

Der nächstgelegene internationale Verkehrsflughafen ist der Flughafen Köln/Bonn, rund 20 km von der südwestlichen Kreisgrenze entfernt. Die Flughäfen Düsseldorf und Dortmund befinden sich ebenfalls in der näheren Umgebung des Kreises.

## Wetterbeobachtung im Oberbergischen
Es gibt neun Niederschlags- und Klimastationen des Deutschen Wetterdienstes im Kreis, und zwar an der Bevertalsperre bei Wipperfürth, in Lindlar-Oberlichtinghagen, Marienheide-Kläranlage Nord, Morsbach, Radevormwald, Waldbröl und Wipperfürth-Gardeweg.
Seit dem 4. Januar 2007 befindet sich eine Wetterstation Auf dem Lindchen in Nümbrecht. Sie wird von Leif Kliesch betrieben und liefert die Wetterdaten zu dem Messnetz von Jörg Kachelmann.
In Eckenhagen befindet sich die einzige Online-Wetterstation des Deutschen Wetterdienstes im Kreis. Dort werden alle zehn Minuten Lufttemperatur und Luftfeuchte, Sonnenscheindauer und Temperatur im Erdboden gemessen.
Seit dem Januar 2006 zeichnet die private Wetterstation Bergneustadt die aktuellen Wettervorkommnisse auf. Die stündlich gespeicherten Daten sind frei zugänglich aus einem Wetterarchiv abrufbar. Hinzu kommt ein Webcamarchiv mit Webcams aus Bergneustadt und Umgebung.

## Gemeinden
|  |  |  |

| Name          | Einwohner | Fläche     | Einw./km² | Status                         | AGS        |
| ------------- | --------- | ---------- | --------- | ------------------------------ | ---------- |
| Bergneustadt  | 018.628   | 037.89 km² | 492       | kreisangehörige Stadt          | 05 374 004 |
| Engelskirchen | 019.737   | 063.03 km² | 313       | kreisangehörige Gemeinde       | 05 374 008 |
| Gummersbach   | 051.290   | 095.41 km² | 538       | mittlere kreisangehörige Stadt | 05 374 012 |
| Hückeswagen   | 014.480   | 050.52 km² | 287       | kreisangehörige Stadt          | 05 374 016 |
| Lindlar       | 021.615   | 085.88 km² | 252       | kreisangehörige Gemeinde       | 05 374 020 |
| Marienheide   | 013.356   | 054.97 km² | 243       | kreisangehörige Gemeinde       | 05 374 024 |
| Morsbach      | 010.555   | 055.96 km² | 189       | kreisangehörige Gemeinde       | 05 374 028 |
| Nümbrecht     | 017.580   | 071.78 km² | 245       | kreisangehörige Gemeinde       | 05 374 032 |
| Radevormwald  | 021.565   | 053.86 km² | 400       | mittlere kreisangehörige Stadt | 05 374 036 |
| Reichshof     | 018.688   | 114.66 km² | 163       | kreisangehörige Gemeinde       | 05 374 040 |
| Waldbröl      | 019.795   | 063.32 km² | 313       | kreisangehörige Stadt          | 05 374 044 |
| Wiehl         | 025.164   | 053.26 km² | 472       | mittlere kreisangehörige Stadt | 05 374 048 |
| Wipperfürth   | 021.604   | 118.30 km² | 183       | mittlere kreisangehörige Stadt | 05 374 052 |
|               | 274.057   | 918.84 km² | 298       | Oberbergischer Kreis           | 05 374     |

(Einwohnerzahlen vom 31. Dezember 2024)

## Kfz-Kennzeichen
Am 1. Juli 1956 wurde dem Oberbergischen Kreis bei der Einführung der bis heute gültigen Kfz-Kennzeichen das Unterscheidungszeichen GM, das für die Kreisstadt Gummersbach steht, zugewiesen. Es wird durchgängig bis heute ausgegeben. Die kreisangehörigen Städte Hückeswagen und Radevormwald führten bis 1975 das Kfz-Kennzeichen OP des aufgelösten Rhein-Wupper-Kreises mit Sitz in Opladen.